# 130mm polní kanón M1954 (M-46)
130mm polní kanón M1954 (M-46) (rusky 130-мм пушка M-46) je ručně nabíjený tažený polní kanón ráže 130 mm, vyráběný v Sovětském svazu od 50. let 20. století. 
Je určen k ničení nepřátelského dělostřelectva, živé síly, tanků a samohybných zbraní. Používá se také proti nepřátelským obranným pozicím a bunkrům. Licenčně se vyráběl v Číně a Rumunsku. Je jednou z nejúspěšnějších a nejspolehlivějších dělostřeleckých zbraní. Po mnoho let byl jedním z dělostřeleckých systémů s největším dostřelem – více než 27 km.
Západem byl zaregistrován v roce 1954, kdy byl veřejnosti poprvé představen v Moskvě na květnové přehlídce. Původně nahrazoval 100mm polní a protitankový kanón BS-3. V sovětském nebo ruském inventáři byl později nahrazován houfnicemi 2A36 Giacint-B a samohybnou 2S5 Hyacint. 